# بنجامين موسر
بنجامين موسر (بالإنجليزية: Benjamin Moser)‏ هو مترجم وصحفي أمريكي، ولد في 14 سبتمبر 1976 في هيوستن في الولايات المتحدة.

## وصلات خارجية
- الموقع الرسمي